# Annie Lowe
Annie Lowe (1834-1910) fue una sufragista en Victoria (Australia). Ella y Henrietta Dugdale fundaron la Sociedad de Sufragio de Mujeres de Victoria (suffragettes) en 1884, la primera organización de este tipo que se estableció en Australia.

## Biografía
Lowe nacida con el apellido Hopkins, nació en 1834. Su padre se encargó de establecer el sufragio universal para los hombres en Nueva Gales del Sur. Se mudó a Victoria con su marido Josiah Alexander Lowe. En 1884 ayudó a fundar la Sociedad del Sufragio de las Mujeres de Victoria. Fue conocida por sus discursos públicos. Vivió para ver que las mujeres de Victoria obtuvieran el derecho al voto en 1908, pero murió antes de poder votar en las elecciones estatales de 1911.
A su muerte, el periódico The Herald informó que Lowe «se escribirá en nuestra historia como la madre de nuestro movimiento de sufragio».